# 1226 км (платформа)
Платформа 1226 км — пасажирський залізничний зупинний пункт Запорізької дирекції Придніпровської залізниці на електрифікованій лінії Федорівка — Джанкой між станціями Мелітополь (7 км) та Тащенак (5 км). Розташований в місті Мелітополь Запорізької області.

## Історія
У 1970 році лінія електрифікована постійним струмом (=3 кВ) в складі дільниці Мелітополь — Сімферополь.

## Пасажирське сполучення
Посадка та висадка пасажирів на приміські електропоїзда напрямку Запоріжжя — Мелітополь — Новоолексіївка не здійснюється.